# Gare de Kjose
La gare de Kjose est une ancienne halte ferroviaire norvégienne, située dans la commune de Larvik.

## Situation ferroviaire
La gare est située dans la commune de Larvik, dans le comté du Vestfold], et se trouve à 169,47 km d'Oslo.

## Histoire
La halte a été mise en service le 24 novembre 1882 mais s'appelait à l'époque et jusqu'en avril 1894 Tjose. Au moment de sa mise en service, Kjose avait le statut de gare - et les bâtiments sont là pour en attester - mais elle est rétrogradée le 1er janvier 1984 au rang de halte ferroviaire.
De nouvelles voies ont été construites entre Porsgrunn et Larvik. La mise en service de ces voies s'est faite le 24 septembre 2018. Ne passant plus par Kjose, la halte est désormais fermée.

## Service des voyageurs

### Accueil
La halte possède un petit parking mais n'a ni aubette ni automate.

### Desserte
La gare était desservie par la ligne régionale R11 qui relie Skien à Oslo et Eidsvoll à raison de deux trains par jour dans chaque sens.

### Intermodalité
Il n'y a aucune modalité à proximité de la gare.